# Arenaria kurdica
Arenaria kurdica là loài thực vật có hoa thuộc họ Cẩm chướng. Loài này được McNeill mô tả khoa học đầu tiên năm 1961.